# Вальдек-Франкенберг (район)
Ва́льдек-Фра́нкенберг (нем. Waldeck-Frankenberg) — район в Германии. Центр района — город Корбах. Район входит в землю Гессен. Подчинён административному округу Кассель. Занимает площадь 1849 км². Население — 162,5 тыс. чел. (2010). Плотность населения — 88 человек/км². Официальный код района — 06 6 35.
Район подразделяется на 22 общины.

## Города и общины
1. Корбах (23 780)
2. Франкенберг (18 858)
3. Бад-Вильдунген (17 396)
4. Бад-Арользен (16 177)
5. Вальдек (7197)
6. Фолькмарзен (6833)
7. Эдерталь (6603)
8. Виллинген (6263)
9. Фёль (6055)
10. Аллендорф (5578)
11. Баттенберг (5510)
12. Димельштадт (5392)
13. Димельзе (5049)
14. Бургвальд (4886)
15. Твистеталь (4537)
16. Лихтенфельс (4151)
17. Гемюнден (3938)
18. Хайна (3619)
19. Франкенау (3368)
20. Хатцфельд (3236)
21. Розенталь (2194)
22. Бромскирхен (1893)

(30 июня 2010)